# Флеча, Леандро
Леандро Хоакин Флеча Конопка (исп. Leandro Joaquín Flecha Konopka; родился 5 марта 1997 года, Парагвай) — парагвайский футболист, нападающий клуба «Либертад».

## Клубная карьера
Флеча — начал профессиональную карьеру в клубе «Либертад». 5 декабря 2015 года в матче против «Спортиво Сан-Лоренсо» он дебютировал в парагвайской Примере.

## Международная карьера
В 2017 года Флеча принял участие в молодёжном чемпионате Южной Америки в Эквадоре. На турнире он был запасным и на поле не вышел.